# Linda Vilhjálmsdóttir
Linda Vilhjálmsdóttir (1 de junio de 1958, Reikiavik) es una escritora islandesa. 
Estudió enfermería. Su poesía se ha publicado en periódicos, revistas y colecciones. Su primer libro, Bláþráður (Hilo azul), se publicó en 1990 y desde entonces ha conseguido mucho éxito sobre todo gracias a los happenings y exhibiciones de su ciudad natal donde vive. Ganó el DV Cultural Prize en 1993.

## Historia como escritora
Los poemas de Linda comenzaron a aparecer públicamente en periódicos, revistas y colecciones a partir de 1982. Inmediatamente se convirtió en una de las poetas más interesantes y fue una de los siete jóvenes poetas que participaron en el espectáculo de poesía "Huracán Gloría"  que se publicó en formato digital. en 1985. Su primer libro de poesía, Bláþráður, se publicó en 1990. Desde entonces, ha publicado más libros de poesía de los que a veces ha sido; el galardonado libro Freedom de 2015, por ejemplo, se publicó después de una pausa editorial de nueve años. Los poemas de Linda también se han representado en teatros y en otros lugares. En 2003, publicó una novela autobiográfica titulada: Lygasaga  Historia de las mentiras.

## Obra seleccionada
- Bláþráður (Hilo azul), 1990
- Fellibylurinn Gloria (publicación de un happening), 1995.
- Klakabörnin (Niño hielo), 1993
- Lygasaga (Historia de mentiras) in 2003.